# Юрьева горка (Витебск)
Юрьева горка (Сосонник, Елаги) — лесопарк в западной части города, в Железнодорожном районе. Представляет собой вытянутый холм относительной высотой 15-20 метров, покрытый лесной растительностью. Площадь 22 га. Высота — 175 м над уровнем моря.
Своё название лесопарк получил из-за находившийся здесь до Великой Отечественной войны Георгиевской (Юрьевой) православной церкви. Деревянный храм святого Георгия (Юрия) Победоносца был построен в конце XVII века за городской чертой на заросшем соснами холме, который позже получил название «Юрьева горка». Является местом отдыха горожан.

## История
С конца XVII века здесь находилась деревянная Георгиевская (Юрьева) православная церковь. От неё и получила свое название Юрьева горка. В 1876 году храм перестраивался на средства Евдокии Ланге, лепельской мещанки. В часовне, находившейся немного ниже церкви, был колодец. Считалось, что вода из этого колодца целебная, помогала при болезнях глаз и желудка. Вокруг храма было кладбище. Согласно плану Витебска 1904 года, на северном склоне Юрьевой горки находились также Семеновское, военное и лютеранское кладбища. Во время Великой Отечественной войны церковь была разрушена.
Не позднее середины XIX века Юрьева горка стала местом отдыха горожан. В то время эта возвышенность за городской чертой была также известна как Сосонник. Начиная с кануна праздника (Юрьева дня) и до самой осени «двигались в Сосонник густые толпы горожан сначала на „маевки“ и „юневки“, а потом и просто для загородных развлечений. Двигались хозяйственно, то есть с провизией, кастрюлями, сковородками, самоварами, даже с музыкальными инструментами, когда составлялись семейные или коллективные танцы. В отдельные праздничные дни стечение посетителей здесь бывало столь многолюдным, что это походило на „кирмашное“ сборище, тем более что из города не замедляли прибывать корзиночные торговцы лакомствами, подсолнухами, мороженым». Сюда, в Сосонник, приходили также, чтобы понаблюдать за учениями солдат на стрельбище, которое находилось в амфитеатре среди холмов.
Но большое количество посещений лесопарка отрицательно сказалось на его состоянии. Был загрязнен родниковый колодец, вытоптан верхний слой почвы и травы, отчего, по свидетельству очевидцев, «вековые сосны лишались питания и быстро начинали хиреть», люди в большом количестве обрывали сосновые почки и молодые побеги для лекарственных нужд, площадь, скаты и подошвы Юрьевой горки буквально пестрели пепелищами от разводимых костров. Все это стало причиной ограничения свободного доступа на гору в губернаторство князя В. М. Долгорукова (1884—1894) до весны 1899 года, когда «давний Сосонник с его чудной Юрьевой горою и предместьями вновь был открыт для невозбранного посещения и гуляний всем без различия горожанам». До XX века этот лесной массив примыкал к Маркову монастырю. А с 1890-х гг. здесь располагалась зона отдыха рабочих льнопрядильной фабрики «Двина» и железнодорожного депо. В 1900 году на Юрьевой горке состоялась одна из первых сходок витебских революционеров. В 1924 году Марковщина вошла в состав городской черты, и Юрьева горка официально стала частью города. По генеральному плану 1938 года, лесопарк на Юрьевой горке был запланирован под городской парк культуры и отдыха. В предвоенные годы здесь действовала парашютная вышка, а в 1950—1973 гг. проходили соревнования по мотокроссу.
В северной части Юрьевой горки расположен городской радиотелевизионный передающий центр с телебашней высотой 245 м. Телевышка высотой 98 м и передатчик на Юрьевой горке ввели в эксплуатацию в апреле 1959 года. 1 мая того же года состоялась первая трансляция Центрального телевидения. Передатчик в телецентре был маломощный (на 100 Вт), так что качество программ оставляло желать лучшего. 1 марта 1983 года ввели в строй новую вышку, и жители города получили возможность принимать две общесоюзные и одну республиканскую телепрограммы. В 1986 году реконструкция телецентра завершилась, жителям города был обеспечен прием трех телевизионных и трех радиопрограмм. С 2009 года передачи ведутся по системе цифрового телевидения.
Около 2000 года силами Витебской и Оршанской православной епархии началось облагораживание родника: была расчищена территория, на место источника поставлено метровое бетонное кольцо, обложенное камнем, установлен крест. В 2011 году возле родника появилась купель. Построили её настоятель прихода православного храма Святого мученика Лонгина Сотника г. Витебска иерей Николай Богданов и его прихожане, а руководил строительством благочинный Петропавловского округа протоиерей Сергий Захаров.